# Bradycellus atrimedeus
Bradycellus atrimedeus är en skalbaggsart som beskrevs av Thomas Say 1823. Bradycellus atrimedeus ingår i släktet Bradycellus och familjen jordlöpare. Inga underarter finns listade i Catalogue of Life.